# 875-ös busz
A 875-ös számú autóbusz szentendrei helyi járat, amely délután jár a Sportpályától az Ösvény utcáig. 2012. december 1. és 2014. november 30. között az Önkormányzat megbízásából az összes többi helyi járattal együtt a Homm Kft. közlekedtette. 2014. december 1-jétől[forrás?] a Volánbusz, 2025-től a MÁV Személyszállítási Zrt. üzemelteti.

## Megállóhelyei
| 0  | Szentendre, Sportpálya induló végállomás  | 870, 874, 876, 878, 879                                         |
| 1  | Szentendre, Csapás utca                   | 870, 874, 876, 878, 879                                         |
| 3  | Szentendre, Templom utca                  | 870, 874, 876, 878, 879                                         |
| 5  | Szentendre, Tavasz utca                   | 870, 874, 876, 878, 879                                         |
| 6  | Szentendre, Izbégi elágazás               | 870, 874, 876, 878, 879, 880, 882, 884, 889, 890, 893, 895, 898 |
| 8  | Szentendre, Bükkös patak                  | 870, 874, 876, 878, 879, 880, 882, 884, 889, 890, 893, 895, 898 |
| 10 | Szentendre, Kálvária tér                  | 869, 870, 872, 873, 874, 876                                    |
| 11 | Szentendre, Pomázi út 18.                 | 869, 870, 872, 873, 874, 876                                    |
| 13 | Szentendre, Radnóti Miklós utca 8.        | 869, 870, 872, 873, 874, 876                                    |
| 14 | Szentendre, Kálvária út                   | 869, 870, 872, 873, 874, 876                                    |
| 15 | Szentendre, János utca                    | 869, 870, 872, 873, 874, 876                                    |
| 16 | Szentendre, Püspökmajori lakótelep        | 869, 870, 872, 873, 874, 876                                    |
| 18 | Szentendre, Kálvária tér                  | 869, 870, 872, 873, 874, 876                                    |
| 20 | Szentendre, Bükkös patak                  | 870, 874, 876, 878, 879, 880, 882, 884, 889, 890, 893, 895, 898 |
| 22 | Szentendre, Izbégi elágazás               | 870, 874, 876, 878, 879, 880, 882, 884, 889, 890, 893, 895, 898 |
| 24 | Szentendre, Pismány ABC                   | 871, 873, 880, 882, 884, 889, 890, 893, 895, 898                |
| 26 | Szentendre, Törökvölgyi út                | 873                                                             |
| 28 | Szentendre, Lejtő út                      | 873                                                             |
| 29 | Szentendre, Meggyfa utca                  | 873                                                             |
| 30 | Szentendre, Tátika utca                   | 873                                                             |
| 31 | Szentendre, Ösvény utca érkező végállomás | 873                                                             |